# Jakob Kreidl
Jakob Kreidl (* 16. August 1952 in Dürnbach, heute Fischbachau) ist ein deutscher Politiker (CSU) und ehemaliger Abgeordneter des Bayerischen Landtags. Er war von 2008 bis 2014 Landrat des Landkreises Miesbach.

## Ausbildung und Beruf
Jakob Kreidl besuchte von 1958 bis 1965 die Volksschule in Elbach und von 1965 bis 1969 die Realschule in Miesbach. Von 1969 bis 1971 absolvierte er die Fachoberschule in Rosenheim. Die Fachhochschule Dieburg besuchte er von 1971 bis 1974 mit Abschluss als Diplom-Ingenieur (FH) (Bereich Nachrichten- und Telekommunikationstechnik). Von 1974 bis 1990 war Kreidl bei der Deutschen Bundespost (Bereich Telekommunikation)  als Beamter des gehobenen Dienstes tätig. 1990 bis 1994 arbeitete er als hauptamtlicher Bürgermeister seiner Heimatgemeinde Fischbachau.
Von 1996 bis 2000 studierte Kreidl an der Hochschule für Politik München. 2005 wurde er an der Universität der Bundeswehr München promoviert. Im April 2013 wurden Vorwürfe der Internetplattform Vroniplag laut, dass Kreidl in seiner Dissertation massiv plagiiert habe, im Dezember 2013 entzog ihm die Universität der Bundeswehr den Doktorgrad.
Kreidl ist römisch-katholisch, verheiratet und hat zwei Kinder.

## Politik
Jakob Kreidl trat 1980 in die CSU ein. Er war von 1992 bis 2014 Vorsitzender des Kreisverbandes Miesbach seiner Partei und seit 1993 Mitglied des Bezirksvorstands der CSU Oberbayern. Von 1984 bis 1990 saß er im Gemeinderat in Fischbachau. Von 1990 bis 2014 war er Mitglied des Kreistages Miesbach.
Vom 19. Oktober 1994 bis zum 30. April 2008 war Jakob Kreidl Mitglied des bayerischen Landtags. Dort war er der Vorsitzende des Ausschusses für Kommunale Fragen und Innere Sicherheit. Im Kabinett von Günther Beckstein, das im Herbst 2007 vereidigt wurde, war Kreidl als Innenminister gehandelt, aber dann doch nicht berücksichtigt worden.
Im Zusammenhang mit der Gehaltsaffäre im Bayerischen Landtag wurde am 3. Mai 2013 durch eine von Landtagspräsidentin Barbara Stamm veröffentlichte Liste bekannt, dass auch Jakob Kreidl während seines Landtagsmandats Familienmitglieder angestellt und aus Steuermitteln bezahlt hatte (siehe Verwandtenaffäre).
Im April 2008, ein halbes Jahr vor der Landtagswahl in Bayern, legte er sein Landtagsmandat nieder. Er war am 2. März desselben Jahres zum Landrat des Landkreises Miesbach gewählt worden. Dabei konnte er sich bei einer Wahlbeteiligung von 61,2 % klar gegen seine Gegenkandidaten durchsetzen. Kreidl erhielt 64,6 % der abgegebenen Stimmen gegenüber 16,7 % für Robert Huber von der SPD sowie 18,7 % für Wolfgang Rzehak von den Grünen. Kreidl war bereits vor seiner Wahl zusammen mit Michael Pelzer stellvertretender Landrat und musste den erkrankten Landrat Norbert Kerkel öfter vertreten. Zwei Jahre später wurde Kreidl zum Präsidenten des Bayerischen Landkreistages gewählt. Er gewann dabei mit 80 zu 53 Stimmen gegen seinen Parteifreund Christian Bernreiter, den Landrat von Deggendorf.
Bei der bayerischen Kommunalwahl am 16. März 2014 erhielt Kreidl als Amtsinhaber und CSU-Kandidat im ersten Wahlgang nur 15,83 % der Stimmen und verfehlte sowohl Wiederwahl als auch die Stichwahl. Er landete unter den Bewerbern um das Landratsamt nur auf Platz vier. Auch den Einzug in den Miesbacher Kreistag verfehlte Kreidl; er landete dabei auf Listenplatz 23 – obwohl er auf Listenplatz 1 gesetzt war –, die CSU erhielt aber nur 21 Sitze.

## Sonstige Ämter, Nebentätigkeiten und Mitgliedschaften
Jakob Kreidl ist Mitglied der Gebirgsschützen-Kompanie Elbach, der Trachtenvereine in Fischbachau und Elbach, in der Musikkapelle Elbach, in der Freiwilligen Feuerwehr Elbach und im Deutschen Alpenverein (Sektion Leitzachtal).
In seiner Funktion als Landrat ist Kreidl seit Mitte Juli 2008 stellvertretender Vorsitzender des Planungsverbands Region Oberland (Landkreise Bad Tölz-Wolfratshausen, Miesbach, Weilheim-Schongau und Garmisch-Partenkirchen).
Kreidl war außerdem u. a. noch Mitglied im Verwaltungsrat der BayernLB sowie im Rundfunkrat des Bayerischen Rundfunkes. im Verwaltungsrat der Kreissparkasse Miesbach-Tegernsee, sowie im Aufsichtsrat des Sparkassenverbands, der Versicherungskammer Bayern und der Krankenhaus Agatharied GmbH. Die Anzahl von Kreidls Nebentätigkeiten beläuft sich auf mehr als zwanzig, Umfang und Dotierung seiner Nebentätigkeiten sorgten für Kritik. Als Landrat darf Kreidl pro Jahr 24.360 Euro hinzuverdienen, was diese Summe übersteigt, ist an den Landkreis abzuführen. Im Jahre 2012 überstiegen die Nebentätigkeiten Kreidls erstmals diese Summe, im Dezember 2012 stellte Kreidl beim Kreistag Miesbach den Antrag, von der Pflicht zur Abführung befreit zu werden. Der Kreistag entsprach diesem Wunsch, was zu Kontroversen führte. Im Januar 2013 teilte Kreidl mit, die zusätzlichen Einkünfte doch abzuführen.
Nach Angaben der BayernLB beschließt deren Generalversammlung am 28. Februar 2014, nachdem zuvor „die Bezüge im letzten Jahr insgesamt verdoppelt wurden“, Kreidl aus dem Aufsichtsratsgremium abzuziehen.

## Plagiatsaffäre
Jakob Kreidl wurde 2005 von der Fakultät für Sozialwissenschaften der Universität der Bundeswehr München (UniBwM) mit der Arbeit Der Kosovo-Konflikt – Vorgeschichte, Verlauf und Perspektiven zur Stabilisierung einer Krisenregion promoviert. Erster Berichterstatter war Jürgen Schwarz, zweiter Berichterstatter war Armin A. Steinkamm. Die Internetplattform VroniPlag Wiki machte im März 2013 eine Vielzahl von Plagiaten in der Dissertation von Kreidl öffentlich. Die UniBwM sagte die Überprüfung der Arbeit zu.
Konfrontiert mit dem Plagiatsvorwurf versicherte Kreidl am 27. März 2013, er habe „gründlich recherchiert und die Quellen entsprechend der Promotionsordnung angegeben“. Am 11. April räumte er ein, dass ihm „in bedauerlicher Weise eine Vielzahl an Fehlern unterlaufen“ sei. Vom 11. April 2013 an verzichtete Kreidl auf das Führen des Doktortitels.
Die Politikwissenschaftler Berthold Meyer und Peter Schlotter warfen Kreidl am 17. April 2013 in einem offenen Brief vor, er habe große Teile ohne Quellenangabe für seine Doktorarbeit übernommen und dabei „bewusste Verstöße gegen das Urheberrecht“ begangen. Durch stellenweise leichte Umformulierungen von Gliederung und Texten habe Kreidl versucht, das Abschreiben zu verschleiern; daraus schließen die Urheber, Kreidl sei dabei „systematisch vorgegangen“.
Die UniBwM erkannte Jakob Kreidl den Doktortitel am 12. Dezember 2013 ab. Sie begründete dies damit, dass die Arbeit keine eigenständige wissenschaftliche Leistung darstelle und damit nicht dissertationswürdig war.
Kreidl hatte bei Abgabe der Dissertation im Jahre 2005 die eidesstattliche Versicherung gegeben, er habe die Arbeit selbst verfasst. Von einem strafrechtlichen Verfahren blieb Kreidl verschont, weil die falsche eidesstattliche Versicherung bei Publikwerden des Plagiats im Jahre 2013 bereits verjährt war. Ein beamtenrechtliches Disziplinarverfahren gegen Kreidl vonseiten der Regierung von Oberbayern wegen falscher eidesstattlicher Versicherung wurde eingestellt; es habe sich dabei um eine beamtenrechtlich nicht relevantes sog. außerdienstliches Fehlverhalten gehandelt.

## Vorwürfe wegen der Feier zum 60. Geburtstag
Am 6. Februar 2014 berichtete die Süddeutsche Zeitung über die unübliche Finanzierung von Kreidls 60. Geburtstag im Sommer 2012. Davon habe laut Süddeutscher Zeitung vom 11. Februar 2014 die örtliche Sparkasse Miesbach-Tegernsee 77.000 Euro bezahlt, der Landkreis Miesbach 32.200 Euro und Kreidl selbst 7.600 Euro. Die beiden Geldgeber erklärten, die von ihnen übernommenen Kosten hätten sich „im angemessenen und üblichen Rahmen bewegt“. Kreidl bestätigte laut dpa den Vorgang gegenüber dem Bayerischen Rundfunk und erklärte, er habe sich nichts vorzuwerfen; auch sei die Initiative zu der Feier nicht von ihm ausgegangen.
Am 27. März 2018 teilte die Staatsanwaltschaft München II mit, dass sie gegen Kreidl und zwölf weitere Beschuldigte Anklage wegen Untreue in mehreren Fällen erhoben habe. Es handelt sich dabei um ehemalige und aktuelle Mitglieder des Vorstands und des Verwaltungsrates der Kreissparkasse Miesbach-Tegernsee.

## Rücktritt von politischen Ämtern, Schwarzbau, Rückzug als Landrat und Verurteilung
Am 14. Februar 2014 erklärte Kreidl seinen Rücktritt als Landkreistagspräsident.
Am 23. Februar 2014 erklärte Kreidl, er lasse sein Amt als Landrat aus gesundheitlichen Gründen vorerst ruhen. Am Tag darauf forderte CSU-Vorsitzender Horst Seehofer Kreidl auf, bei der Kommunalwahl am 16. März nicht mehr zu kandidieren. Dies forderte auch ein Beschluss des CSU-Vorstands. Seine Kandidatur kann Kreidl laut Landkreiswahlgesetz nicht mehr zurückziehen. Auch wegen zwischenzeitlich bekannt gewordener Vorwürfe eines Schwarzbaus bei seinem Privathaus, erklärte Kreidl am 25. Februar 2014, falls er bei der Kommunalwahl 2014 wieder zum Landrat gewählt werden sollte, das Amt nicht mehr anzunehmen.
Kreidl teilte am 25. Februar 2014 mit:

„Aufgrund meiner gesundheitlichen Probleme wurde ich von meinem Hausarzt krankgeschrieben. Nach hoffentlich baldiger Genesung muss ich verstärkt darauf achten, meine Gesundheit nicht dauerhaft zu gefährden. Daher habe ich mich nach reiflicher Überlegung entschlossen, selbst für den Fall meiner Wiederwahl zum Landrat, das Amt nicht mehr anzunehmen.“

Ilse Aigner, CSU-Vorsitzende des Bezirks Oberbayern, forderte daraufhin erstmals öffentlich Kreidls Rücktritt von seinem Posten als CSU-Kreisvorsitzender. Einen Tag später, am 26. Februar, erklärte Kreidl diesen Rücktritt und gab damit seinen letzten politischen Posten ab.
Der Vorwurf des Schwarzbaus betrifft sein neues Wohnhaus im Bereich der Gemeinde Fischbachau, das nach Angabe des Landratsamts „nicht plankonform“ errichtet worden sei. So seien „Wand- sowie Firsthöhe überschritten“ und „Voraussetzungen für die Errichtung eines Balkons geschaffen“ worden, woraufhin die Behörde die Baueinstellung verfügt habe. Beobachtern zufolge hat es im Bereich der Gemeinde Fischbachau in der Vergangenheit schon mehrmals „Auffälligkeiten“ bei Immobilien der Familie Kreidl gegeben.
Die Sparkasse Miesbach-Tegernsee und der Landkreis Miesbach prüfen Mitte 2014 Regressforderungen gegenüber Kreidl.
Das Innenministerium legte am 1. Oktober 2014 dem zuständigen Landtagsausschuss einen Bericht vor, wonach auf Kreidl eine Schadenersatzforderung in Höhe von etwa 1,7 Millionen Euro zukommt. Auf den früheren Vorstandsvorsitzenden Georg Bromme kommen etwa 4,3 Millionen Euro zu.
Ende Oktober 2018 begann vor dem Landgericht München II nach fünf Jahren Ermittlung der Prozess gegen Kreidl, Georg Bromme und zwei weitere Angeklagte. Im April 2019 wurde Kreidl zu einer Bewährungsstrafe von elf Monaten und 200 Sozialstunden verurteilt. Sowohl die Staatsanwaltschaft als auch Bromme legten daraufhin Revision ein. Der Bundesgerichtshof bestätigte das Urteil im Mai 2021 weitgehend, verwies das Verfahren jedoch in einzelnen Punkten zurück an das Landgericht München II. Dort wurde im Mai 2022 das Strafmaß Kreidls bestätigt und das von Bromme um zwei Monate angehoben.
Am 4. Dezember 2024 wurden Kreidl vom Verwaltungsgericht München sein Ruhegehalt als Landrat und Bürgermeister aberkannt. „Das Gericht geht von einem dienstlichen Vergehen aus.“ Der Schaden für die Sparkasse durch Kreidel betrug fast 200 000 Euro, davon zahlte er 15 000 Euro zurück. Der Versicherer der Sparkasse zahlte den Rest. Die Altersversorgung aus den 14 Jahren als Mitglied des Landtags wird weiterhin gezahlt, sie war nicht Gegenstand des Verfahrens.

## Audiobeiträge
- Michael Watzke: Mies gelaufen in Miesbach - der Fall Kreidl. (Memento vom 2. März 2014 im Internet Archive) Deutschlandfunk, 27. Februar 2014